# Józef Olszyna-Wilczyński

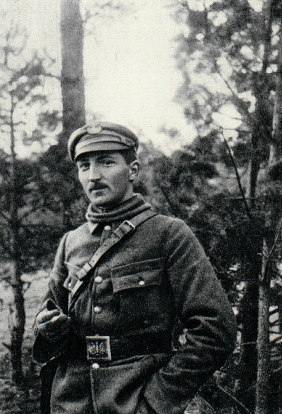
Józef Olszyna-Wilczyński jako oficer Legionów

Józef Konstanty Olszyna-Wilczyński (ur. 27 listopada 1890 w Krakowie, zm. 22 września 1939 pod Sopoćkiniami) – generał brygady Wojska Polskiego, członek Komendy Naczelnej Związku Legionistów Polskich od 1936 roku, kawaler Orderu Virtuti Militari.

## Życiorys

### Dzieciństwo i młodość
Urodził się 27 listopada 1890 w Krakowie, w rodzinie mistrza murarskiego Józefa Mikołaja Wilczyńskiego i nauczycielki Karoliny z Wagnerów. Ukończył szkołę powszechną i kontynuował naukę w Państwowym Gimnazjum im. św. Jacka. W 1910 zdał maturę w Gimnazjum Klasycznym św. Anny w Krakowie (ob. I Liceum Ogólnokształcącego im. Bartłomieja Nowodworskiego). Jesienią tego roku podjął studia na Wydziale Budownictwa Lądowego Politechniki Lwowskiej. Do 1914 udało mu się zaliczyć 6 semestrów.
W okresie studiów (od października 1912 do września 1913) służył jednocześnie w austriackim 16 pułku piechoty Obrony Krajowej w Krakowie i ukończył z wyróżnieniem Szkołę Oficerów Rezerwy uzyskując stopień kadet-feldfebla (sierżanta podchorążego), otrzymał odznaczenie „Erinnerungskreuz 1912–1913”.
Od października 1912 związany z Polskimi Drużynami Strzeleckimi. W lecie 1914 zaliczył kurs instruktorów Polskich Drużyn Strzeleckich organizowany w Nowym Sączu. Od 1935 do śmierci był przewodniczącym Komisji Kół Harcerzy.

### Służba w Legionach Polskich i c. i k. armii
1 sierpnia 1914 zmobilizowany do macierzystej jednostki, 6 sierpnia 1914 znalazł się w składzie organizowanej I Brygady Legionów Polskich i do lipca 1917 brał udział w walkach jako dowódca kompanii, a następnie batalionu w 5 pułku piechoty. W październiku 1914 awansowany na stopień porucznika, w styczniu 1915 został kapitanem. Po kryzysie przysięgowym w Legionach Polskich za odmowę złożenia przysięgi przymusowo jako poddany austriacki został wcielony do armii austriackiej i wysłany na front francuski i włoski, następnie przeniesiony na Ukrainę, gdzie zorganizował koło POW.

### Służba w Wojsku Polskim
W listopadzie 1918 doprowadził do przyjęcia swojego batalionu austriackiego w skład Wojska Polskiego do grupy wojskowej płk. Rybińskiego. Uczestnik wojny polsko-ukraińskiej i wojny polsko-bolszewickiej – walczył na Podolu. 27 listopada 1918 w bitwie pod Mikulińcami został ciężko ranny i dostał się do niewoli ukraińskiej, przebywał w niej do 9 czerwca 1919, początkowo w Tarnopolu, a później w Buczaczu. W 1919 został awansowany na stopień podpułkownika. 21 czerwca 1919 mianowany dowódcą III Brygady Legionów. Później dowodził I Brygadą Legionów i ponownie III Bryg. Leg. W maju 1920 został komendantem Kijowa. Następnie dowodził 6 Dywizją Piechoty, samodzielną grupą w składzie 3 Armii i XIV Brygadą Piechoty. Od września 1920 do września 1921 dowodził XIII Brygadą Piechoty. W 1921 zmienił nazwisko, do rodowego nazwiska Wilczyński przybierając nazwisko Olszyna.
W 1921 brał udział w ochronie III powstania śląskiego. Od 1922 pełnił służbę w Dowództwie Okręgu Korpusu Nr V w Krakowie na stanowisku szefa Saperów i Inżynierii. 13 lipca 1923 został przeniesiony do Departamentu V Inżynierii i Saperów Ministerstwa Spraw Wojskowych w Warszawie na stanowisko szefa Wydziału I, pozostając oficerem nadetatowym 5 pułku saperów. 10 października 1924 przeniesiony został do organizującego się Korpusu Ochrony Pogranicza i z dniem 17 października objął stanowisko dowódcy 2 Brygady Ochrony Pogranicza w Baranowiczach. Z dniem 10 października 1925 objął dowództwo 1 Brygady Ochrony Pogranicza w Zdołbunowie.
W listopadzie 1926 przeniesiony został z korpusu oficerów inżynierii i saperów (5 pułk saperów) do korpusu oficerów piechoty (5 pułk piechoty Legionów) ze starszeństwem z dniem 1 czerwca 1919 i 46,06 lokatą z pozostawieniem na zajmowanym stanowisku dowódcy 1 Brygady KOP.
16 marca 1927 Prezydent RP Ignacy Mościcki na wniosek Ministra Spraw Wojskowych, Marszałka Polski Józefa Piłsudskiego awansował go na generała brygady ze starszeństwem z dniem 1 stycznia 1927 i 7. lokatą w korpusie generałów.
W tym samym miesiącu mianowany został dowódcą 10 Dywizji Piechoty w Łodzi, którą dowodził do 1935. W latach 1935–1937 był dyrektorem Państwowego Urzędu Wychowania Fizycznego i Przysposobienia Wojskowego. 9 lutego 1938 został dowódcą Okręgu Korpusu nr III w Grodnie.

### Śmierć
We wrześniu 1939 dowodził Grupą Operacyjną „Grodno”, która zgodnie z rozkazem Naczelnego Wodza z 11 września uległa rozwiązaniu i od 12 września walczyła w obronie Lwowa. 14 września rozwiązał sztab GO „Grodno” i ze ścisłym sztabem przybocznym wyjechał do Pińska do gen. Franciszka Kleeberga, dowódcy Samodzielnej Grupy Operacyjnej „Polesie”. Tego samego dnia mianował gen. bryg. Wacława Przeździeckiego dowódcą Rezerwowej Brygady Kawalerii „Wołkowysk”, która po inwazji radzieckiej z 17 września 1939 przystąpiła do zwalczania bojówek komunistycznych na zachodniej Białorusi. 17 września, wracając w kolumnie sztabowej z Pińska do Grodna, Olszyna-Wilczyński także uczestniczył w potyczkach z luźnymi oddziałami sowieckimi oraz dywersantami komunistycznymi, m.in. w Gnojnie. Tego samego dnia rozpoczął organizowanie pierwszych na Grodzieńszczyźnie i Białostocczyźnie grup konspiracji zbrojnej, delegując ppłk. Franciszka Ślęczka ps. Krak i innych oficerów dywersji pozafrontowej do tworzenia oddziałów.
19 września, na dzień przed atakiem radzieckiego 15 Korpusu Czołgów, opuścił Grodno ze sztabem DOK nr III i zajął kwaterę w budynku szkoły w Teolinie, zachodnim przedmieściu Sopoćkiń 25 km na północny zachód od Grodna. Wokół niego koncentrowały się wycofywane z obrony Grodna (20–22 września) oddziały WP, w tym Rezerwowa BK „Wołkowysk” gen. Przeździeckiego i batalion KOP „Sejny”, z których Olszyna-Wilczyński zaplanował na 24 września utworzenie związku taktycznego o strukturze dywizji piechoty w rejonie Sejn.
Siły polskie zostały jednak zaatakowane 22 września po godz. 2 w nocy przez oddział wydzielony 2 Brygady Pancernej 15 Korpusu Pancernego Grupy Konno-Zmechanizowanej Frontu Białoruskiego Armii Czerwonej pod dowództwem mjr. Czuwakina. W końcowej fazie toczonego z tym zgrupowaniem boju pod Kodziowcami, około godz. 6:30, dwie godziny po wyjeździe sztabu z płk. Benedyktem Chłusewiczem, generał wyruszył limuzyną Buick prowadzoną przez szofera w kierunku granicy litewskiej wraz z żoną Alfredą, adiutantem kpt. art. Mieczysławem Strzemeskim i nieznanym z nazwiska pomocnikiem. Do wyjazdu miał ponaglać kpt. Strzemeski. Zgodnie z ostrzeżeniem polskiego sierżanta samochód został po kilku minutach zatrzymany przez dwa radzieckie czołgi w pobliżu miejscowości Góra Koliszówka pod Nowikami. Żołnierze zrewidowali i rozdzielili pasażerów samochodu – żonę generała zamknęli w stodole, a samego Olszynę-Wilczyńskiego i kapitana Strzemeskiego po kilku minutach (ok. 6:45) rozstrzelali z czołgowego ciężkiego karabinu maszynowego na rozkaz komisarza Grigorienki. Sowieci zakrwawioną czapkę generała pokazywali jako swoje trofeum. Mogiła gen. Wilczyńskiego znajduje się w miejscowości Sopoćkinie, parafia Teolin, k. Grodna, a symboliczna na Cmentarzu Salwatorskim w Krakowie (sektor SC2-1-8).

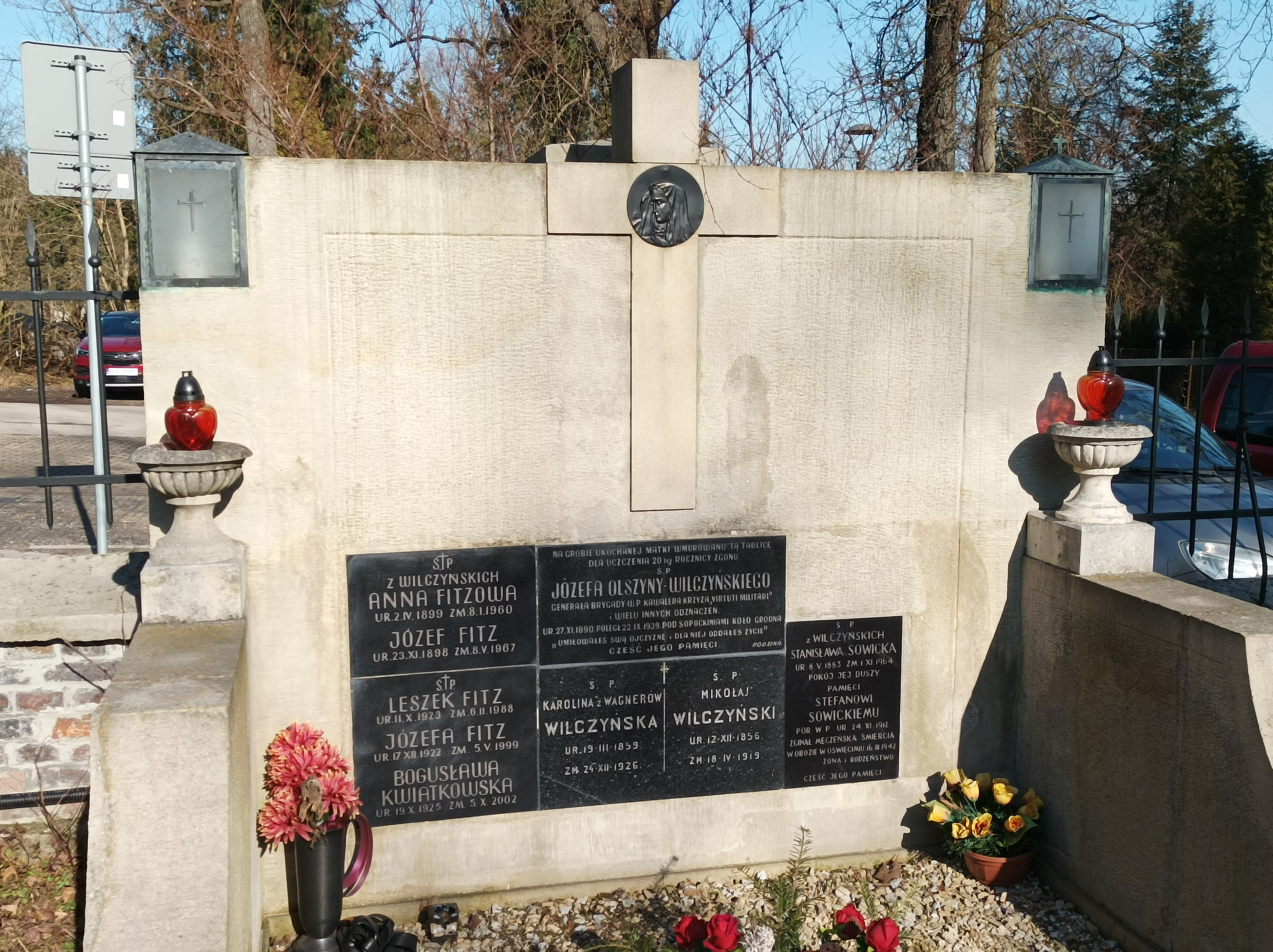
Grób symboliczny gen. Józefa Olszyny-Wilczyńskiego w Krakowie

22 września 1991 w 52. rocznicę śmierci, w Kościele Zwiastowania Najświętszej Maryi Panny w Krakowie u oo. Kapucynów na krużgankach klasztornych umieszczono pamiątkową tablicę wykonaną z czarnego marmuru dębnickiego. Jest patronem ulic w Krakowie i Sopoćkiniach.

## Rodzina
Dwukrotnie żonaty: z pierwszą żoną Józefą z Niemców, z którą rozwiódł się w 1936, miał dwoje dzieci: syna Wiesława (ur. 1911) oraz córkę Halinę (ur. 1913). Drugą żoną generała została w 1937 Alfreda ze Szwarców primo voto Staniszewska. Wdowa po generale pod koniec 1939 przebywała w obozie internowania w Kalwarii.

## Awanse
- porucznik – 1914
- kapitan – 1915
- podpułkownik – 21 czerwca 1919
- pułkownik – zweryfikowany ze starszeństwem z dniem 1 czerwca 1919 (w 1924 – 14. lokata w korpusie oficerów zawodowych inżynierii i saperów, a dwa lata później, po przeniesieniu do korpusu oficerów piechoty, zajmował 46,06 lokatę z tym samym starszeństwem)[29]
- generał brygady – 16 marca 1927 ze starszeństwem z dniem 1 stycznia 1927 i 7. lokatą (w 1932 – 4. lokata) w korpusie generałów[30]

## Ordery i odznaczenia
- Krzyż Srebrny Orderu Wojskowego Virtuti Militari nr 2239 (28 lutego 1921)[31][32]
- Krzyż Komandorski Orderu Odrodzenia Polski (10 listopada 1928)[33][34][32]
- Krzyż Niepodległości (12 marca 1931)[35]
- Krzyż Walecznych (czterokrotnie)[32]
- Złoty Krzyż Zasługi (dwukrotnie: 19 października 1926[36], 10 czerwca 1939[37])
- Medal Pamiątkowy za Wojnę 1918–1921[32]
- Medal Dziesięciolecia Odzyskanej Niepodległości[32]
- Złota Odznaka Honorowa Ligi Obrony Powietrznej i Przeciwgazowej I stopnia[38]
- Znak oficerski „Parasol”
- Krzyż Zasługi Wojskowej III klasy (Austro-Węgry)
- Kawaler Orderu Legii Honorowej (Francja)
- Order Pogromcy Niedźwiedzia III klasy nr 1907 (Łotwa)[39][32]
- Medal Zwycięstwa (Médaille Interalliée)[32]
- Medal 10 Rocznicy Wojny Niepodległościowej (Łotwa)[40]